# 奥尔古德 (亚拉巴马州)
奥尔古德（英語：Allgood）是美国亚拉巴马州布朗特县的一个城市。

## 地理
该城市的总面积为1.0平方英里。

## 人口统计
根据美国2000年人口普查，该城市共有629人，189户，140个家庭。